# Pont romain de Mouzillon
Le pont romain de Mouzillon est un pont situé à Mouzillon, dans le département de la Loire-Atlantique, en France.

## Localisation
Le pont enjambe la Sanguèze, affluent de la Sèvre nantaise, qui traverse la commune, au sud du bourg.

## Historique
Le monument est inscrit au titre des monuments historiques en 1925.

## Galerie

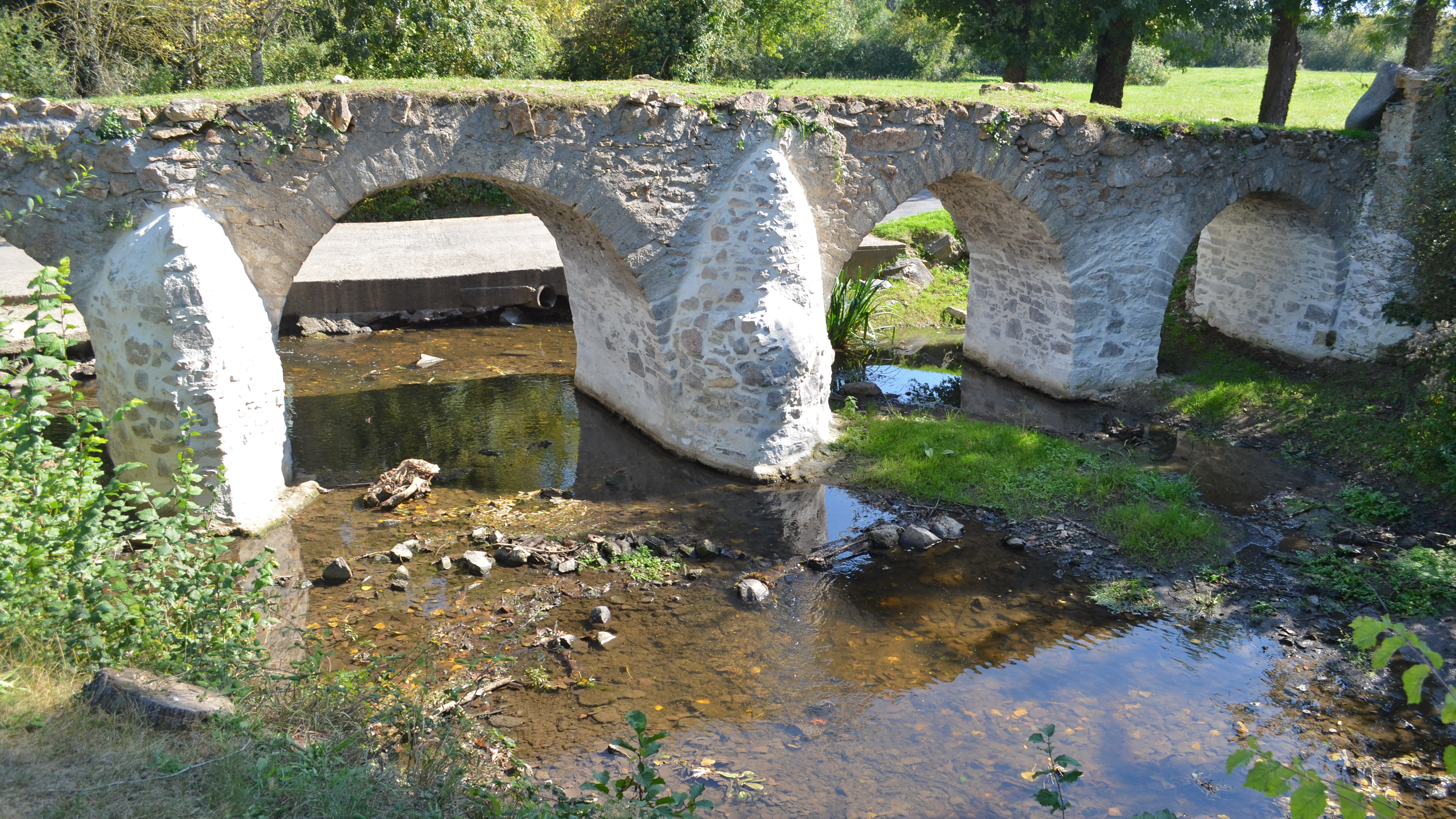
Vue ouest (aval).
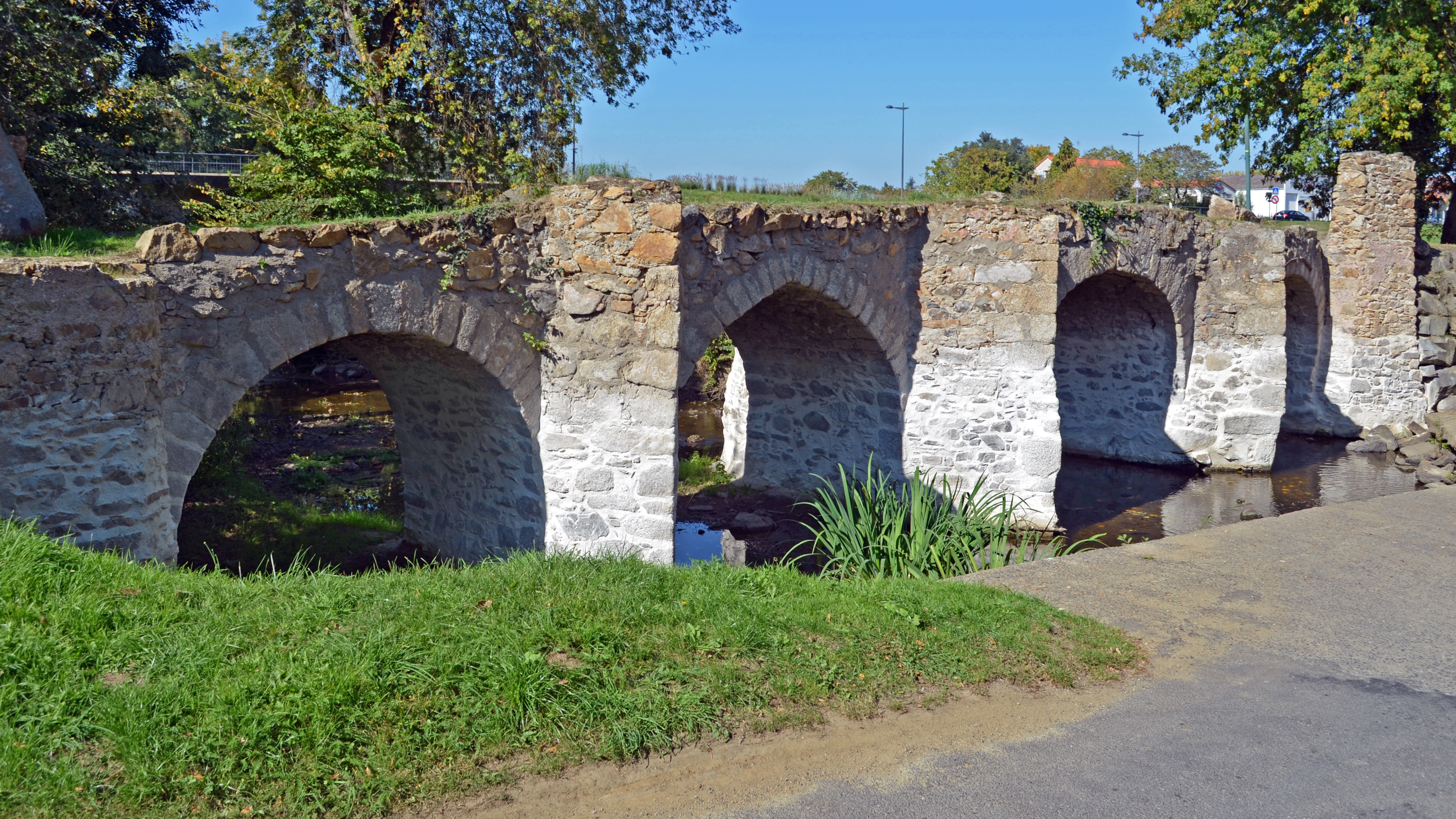
Vue est (amont), côté chaussée.
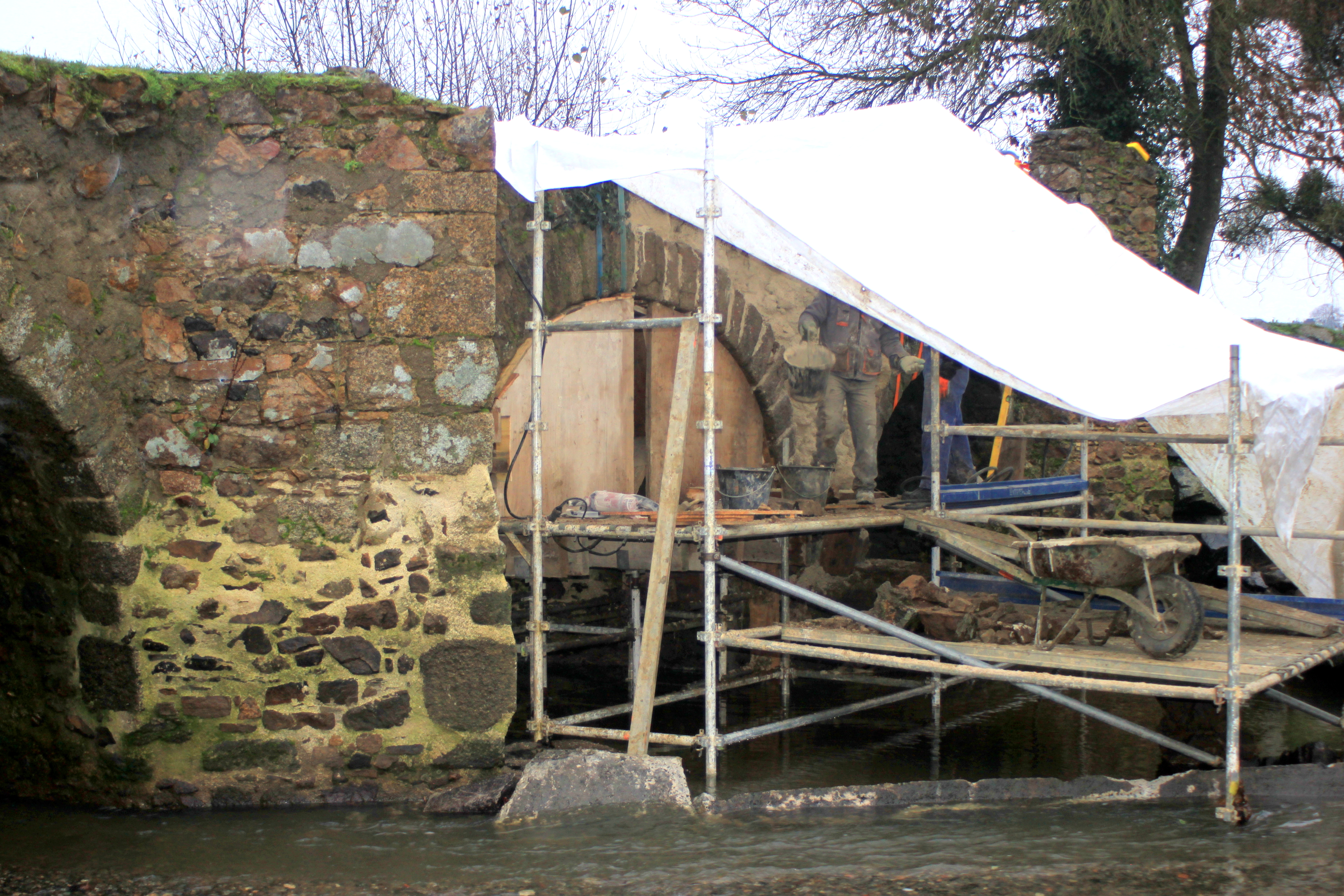
Restauration à la suite de l'effondrement partiel d'une pile et d'une arche (décembre 2014) à cause du creusement du lit dû au tourbillonnement de l'eau créé par la chaussée.
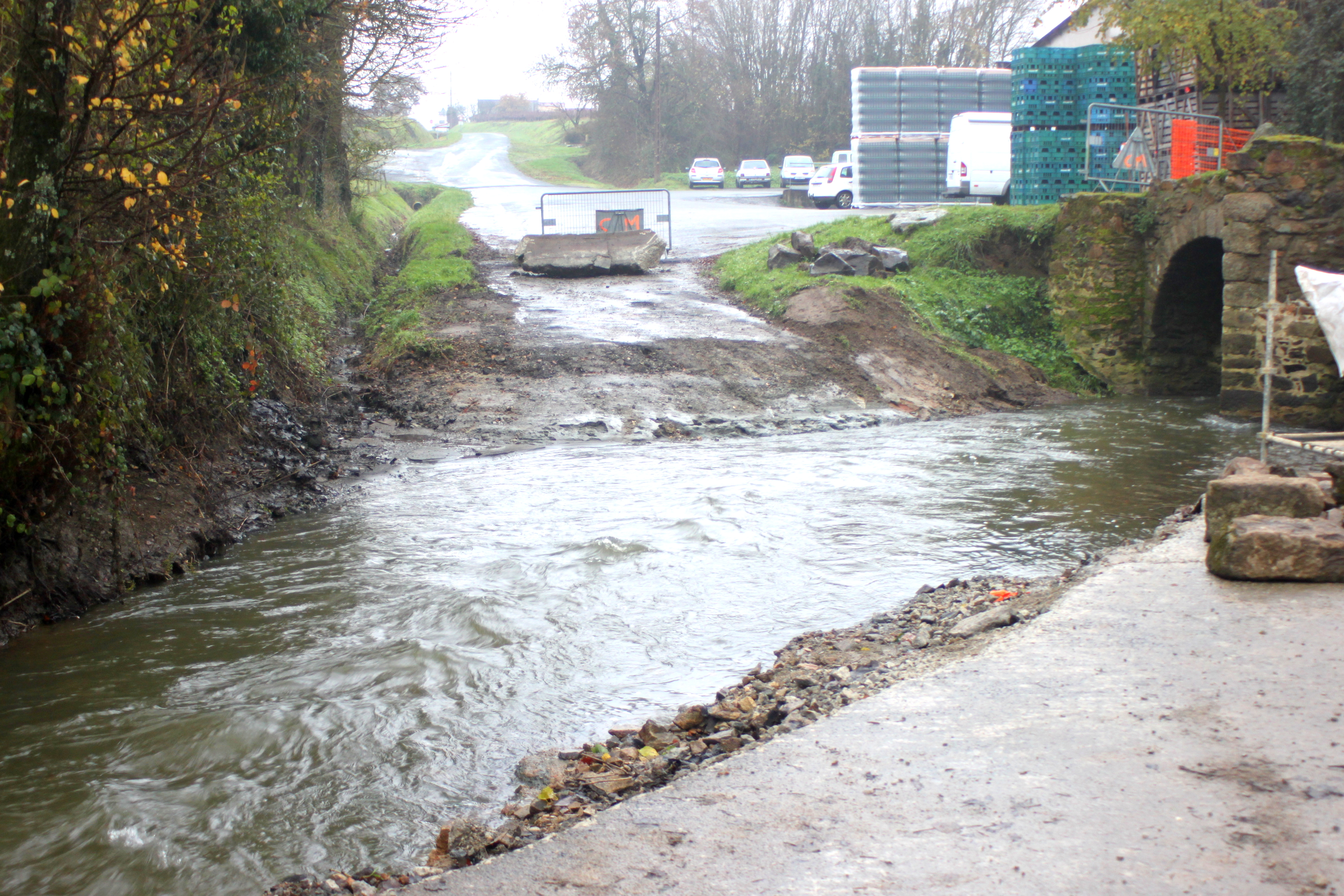
Tranchée faite dans la chaussée pour dévier la Sanguèze le temps des travaux de restauration (décembre 2014).